# Mobil Suit Gundam: Final Shooting
Mobil Suit Gundam: Final Shooting est un jeu vidéo de tir au pistolet développé par Bandai et édité par Banpresto en 1995 uniquement sur System SSV. C'est une adaptation en jeu vidéo de la série basée sur l'anime Mobile Suit Gundam (quatrième adaptation en arcade),.